# Tialda van Slogteren

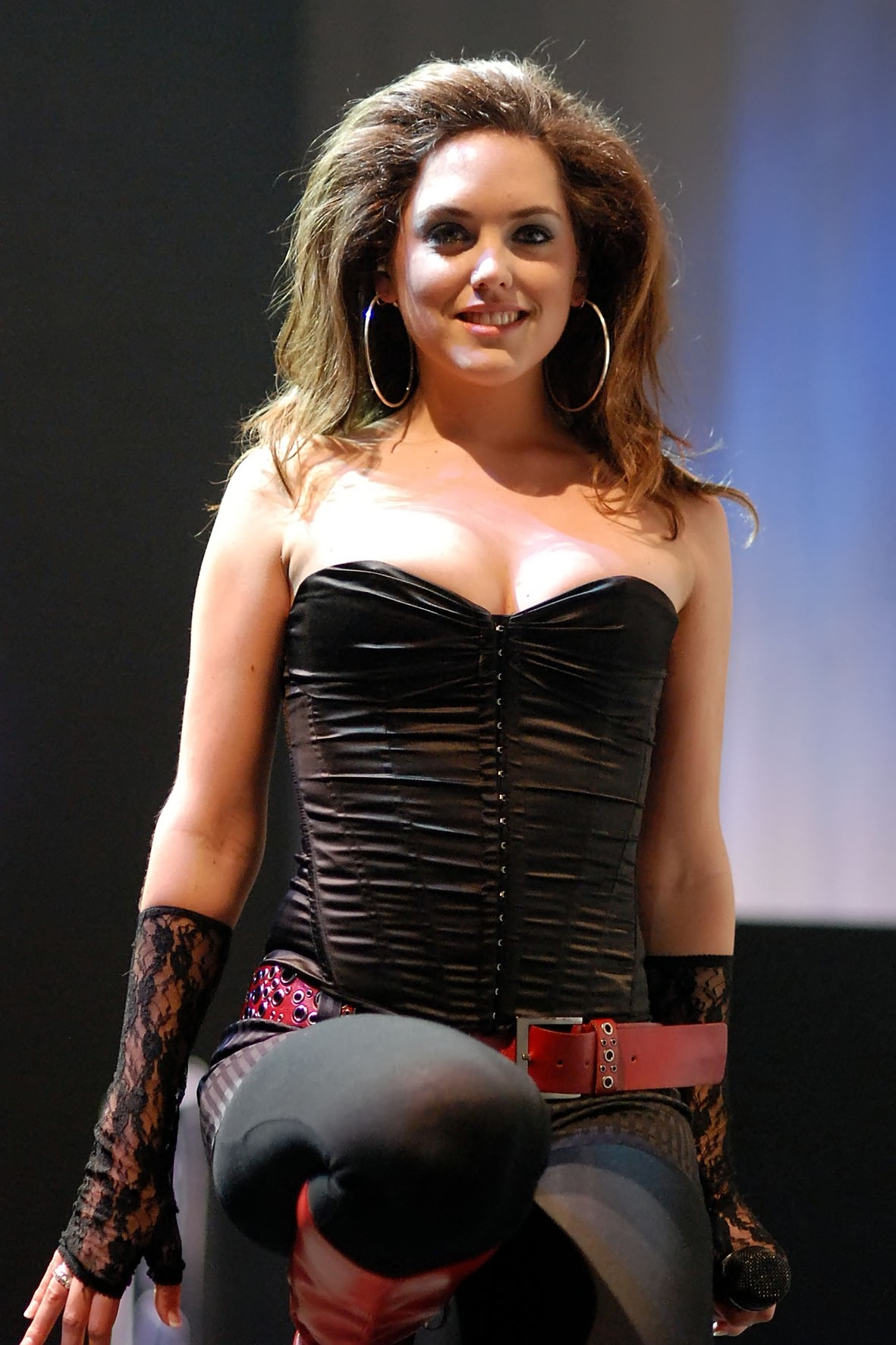
Tialda van Slogteren

Tialda van Slogteren (* 22. Mai 1985 in Amsterdam) ist eine niederländische Sängerin, Model und Fernsehdarstellerin.
Nachdem sie zunächst als Schuhverkäuferin gearbeitet hatte, nahm sie in den Jahren 2003 und 2004 jeweils an der Casting-Show Idols, dem niederländischen Pendant zur britischen Sendung Pop Idol, teil. Dort schied sie jeweils in der Runde der letzten 30 Kandidaten aus.
Bekanntheit im deutschsprachigen Raum erlangte sie 2007 durch ihre Teilnahme bei der Sendung Popstars. Sie wurde Mitglied der Formation Room2012. Nach nur mäßigen Erfolgen beschlossen die Bandmitglieder, eine Pause zu Gunsten von Solokarrieren einzulegen. Mit Bandmitglied und Freund Sascha Salvati veröffentlichte sie als Duo das Lied Monster.
Daneben arbeitet sie als Model. 2007 war sie in einer Fotostrecke im Männermagazin FHM zu sehen. Seit 2007 hat sie diverse Fernsehauftritte. 2013 nahm sie an der ersten Staffel von Reality Queens auf Safari teil.
Im Juni 2016 veröffentlichten Tialda und Sascha Salvati ihr gemeinsames Album Together.

## Diskografie
Album
- 2016: Together – Tialda feat. Sascha Salvati

EP
- 2019: Glück in Dir

Singles
- 2014: Monster – Tialda feat. Sascha Salvati
- 2015: Mothers Song (feat. Sascha Salvati) – Tialda
- 2020: Sonnenschein

## Fernsehauftritte
- 2002–2003: Idols 1
- 2003–2004: Idols 2
- 2007: Popstars
- ab 2007: diverse Auftritte bei taff
- 2009: Wasserrutschen-WM
- 2009: TV total Turmspringen
- 2010: Deutschland gegen Holland – Das Duell
- 2011: Endlich Zuhause!
- 2011: Hot Summer Games
- 2012: The Winner Is …
- 2013: Reality Queens auf Safari